# Benjamin Lepaysant
Benjamin Lepaysant, né le 12 décembre 1988 à Carentan, est un arbitre de football françaisaffilié à la Ligue de Basse-Normandie.

## Biographie

### Carrière d'arbitre
Benjamin Lepaysant a commencé sa carrière d'arbitre lors de la saison 2007-2008, après avoir suivi la formation d'arbitre débutant au district de la Manche. À 19 ans, il commence à arbitrer, puis progresse rapidement, devenant jeune arbitre de ligue dès la saison suivante. En 2011-2012, il atteint l'élite régionale en Division d'Honneur et, en 2013, il accède au niveau fédéral. Lors de la saison 2015-2016, il évolue en CFA et, après avoir été observé à plusieurs reprises, il est promu arbitre fédéral 3. Il est promu arbitre fédéral 2 en 2020. Il occupe également le rôle de Referee Liaison Officer (RLO) lors de certaines compétitions internationales, comme la Youth League.

#### Encadrement au pôle espoir et préparation des jeunes arbitres
En octobre 2019, Benjamin Lepaysant a participé à l'encadrement des arbitres du pôle espoir lors d’un rassemblement à Houlgate, destiné à préparer les examens fédéraux, il a supervisé des activités théoriques telles que des questionnaires, des rapports disciplinaires, et des analyses vidéo, avant d'accompagner les participants dans des activités physiques, notamment une course d’orientation. Ce rassemblement s’inscrivait dans une formation continue intégrant également une plate-forme numérique, visant à optimiser la préparation des jeunes arbitres pour leur progression au niveau fédéral.

#### La cible d'un jet de projectile
Le 12 novembre 2022, lors du match de Ligue 2 opposant le Stade Lavallois à Valenciennes au stade Francis-Le-Basser, Benjamin Lepaysant est la cible d'un jet de projectile en regagnant les vestiaires à la mi-temps,. L'objet, un sac plastique contenant une peau de banane, avait été lancé depuis une tribune.

##### Une confusion mémorable à Furiani
Le 13 janvier 2024, lors d'un match de Ligue 2 entre le Sporting Club de Bastia et le SCO d'Angers, Benjamin Lepaysant, arbitre central de la rencontre, s'est retrouvé au cœur d'une situation insolite. Une confusion lors des remplacements opérés par l'équipe bastiaise a brièvement conduit à la présence de 12 joueurs bastiais sur le terrain. Cet incident, survenu à la 82ᵉ minute alors que Bastia menait 2-0, n'a pas modifié le cours du match, largement dominé par les Corses. Cependant, la Ligue de Football Professionnel (LFP) a jugé que cette erreur d'arbitrage dans la gestion des remplacements nécessitait une sanction. Benjamin Lepaysant, ainsi que ses assistants et le quatrième arbitre, ont été suspendus pour une durée de quatre semaines. Cet épisode, bien qu'anecdotique, a marqué un moment singulier de sa carrière arbitrale,.

#### Une entrée remarquée en Ligue 1
Le 9 novembre 2024, lors du match de Ligue 1 opposant le RC Strasbourg à l’AS Monaco, Benjamin Lepaysant a connu un moment marquant de sa carrière. Initialement désigné comme quatrième arbitre, il a dû remplacer Bastien Dechepy, blessé à la cuisse droite peu avant l'heure de jeu,,. Cet événement, rare dans l’histoire de l’arbitrage en Ligue 1, a permis à Benjamin Lepaysant de diriger son premier match dans l’élite du football français.
Sa prise de relais s’est immédiatement illustrée par une décision cruciale : à la 75e minute, il a accordé un penalty à Monaco pour une main de Diego Moreira, permettant à Eliesse Ben Seghir de réduire l’écart.

## Statistiques*
*Comprenant les rôles d'arbitre central, arbitre assistant et arbitre VAR
| Catégorie                 | Nombres de matchs | Catégorie              | Nombres de matchs |
| Ligue 1                   | 78                | Coupe de France        | 30                |
| Ligue 2                   | 148               | Coupe de la Ligue      | 8                 |
| Playoffs Ligue 2/National | 1                 | Amicaux internationaux | 1                 |
| National                  | 53                | UEFA Youth League      | 7                 |
| National 2                | 15                |                        |                   |
| ------------------------- | ----------------- | ---------------------- | ----------------- |